# El rapto de Europa (Tiziano)
El Rapto de Europa es una pintura del artista italiano Tiziano, pintado ca. 1560–1562. Se encuentra en la colección permanente del Museo Isabella Stewart Gardner de Boston, Massachusetts. Es un gran óleo sobre lienzo de 178 por 205 cm.

## Tema
La pintura se refiere a la historia mitológica
del rapto de Europa por Zeus (equivalente a Júpiter en la mitología romana). En el mito, el dios asume la forma de un hermoso toro blanco y finge mansedumbre para incitar a Europa a subir en su lomo. Una vez allí, el toro de repente se lanza al mar y se la lleva a Creta, donde reveló su identidad real. Europa se convirtió en la primera reina de Creta, y tuvo tres hijos con Zeus.
A pesar de que la inspiración para Tiziano se cree basada en la escena del Libro II de Las metamorfosis de Ovidio, una influencia más directa podría ser una descripción presente en la novela del siglo II de Aquiles Tacio, Leucipa y Clitofonte. La novela fue traducida por primera vez al italiano e imprimida en 1546 en Venecia, sólo unos años antes de que Tiziano pintara el Rapto de Europa. La descripción en esa obra de los delfines, un Cupido, el pañuelo de Europa y sus prendas- una túnica blanca y una estola roja- y "su posición sobre el lomo del toro— no sentada de lado si no con sus pies a la derecha y su mano izquierda agarrada al cuerno" se repite en la obra de Tiziano. Hasta entonces, y también luego como puede verse por ejemplo en la versión de Rembrandt, Europa siempre cabalga sobre el animal a la amazona, sentada de lado, mientras aquí apenas logra aferrarse a la montura.

## Descripción
Tiziano es inequívoco sugiriendo la violación: Europa está tendida hacia atrás, con la ropa en desorden, las piernas abiertas y expresión atemorizada. El peligro está también sugerido por el chal de seda roja que ella agita tratando de llamar la atención de sus compañeras que alzan los brazos asustadas en la orilla y por el pez monstruoso en primer plano. Pero también mira por encima del hombro a dos cupidos que revolotean arriba con arcos y flechas, lo que indica que está complacida con la situación. Junto con otro pequeño cupido abajo montado en un pez en una pose similar a Europa, indica el carácter erótico de la escena y suaviza su tono brutal.
A la izquierda se extiende un vasto paisaje esfumado a la orilla del mar de reminiscencias leonardescas. Yael Even teoriza que Tiziano podría haber creado esta pintura no por ningún apego particular al tema, sino para afirmar sus capacidades como pintor.

## Procedencia
La pintura era una de las "poesías" pintadas por Tiziano para Felipe II de España. Rubens pintó una copia de ella durante su estancia en Madrid (1628-1629), que llevó a su casa de Amberes; a su muerte en 1640 parte de sus bienes fue vendida en almoneda y esta copia fue adquirida para Felipe IV de España, conservándose actualmente en el Prado. También Diego Velázquez reprodujo El rapto de Europa, en la escena del fondo de Las hilanderas.
Con Diana y Calisto y Diana y Acteón, ambas ahora compartidas entre Londres y Edimburgo, El rapto de Europa original de Tiziano fue una de las tres "poesías" entregadas por Felipe V de España al embajador francés, el duque de Gramont, quien a su vez las presentó a Felipe II, duque de Orléans, Regente de Francia de 1715 a 1723. Durante la mayor parte del siglo XVIII se mantuvo en la Colección Orleans en París. Fue adquirida por Bernard Berenson en nombre de la coleccionista de arte Isabella Stewart Gardner en 1896.

## Serie de poesías para Felipe II
- Dánae, entregada a Felipe II en 1553, ahora en la colección Wellington, con versiones anteriores y posteriores.
- Venus y Adonis, Museo del Prado, entregada en 1554, numerosas versiones.
- El rapto de Europa, c. 1560–1562, Museo Isabella Stewart Gardner.
- Diana y Acteón, 1556–1559, propiedad conjunta de la galería Nacional de Londres y la Galería Nacional de Escocia en Edimburgo.
- Diana y Calisto, 1556–1559, propiedad conjunta de la galería Nacional de Londres y la Galería Nacional de Escocia en Edimburgo.
- Perseo y Andrómeda, Wallace Colección, c. 1553–1562
- La muerte de Acteón, Galería Nacional, nunca entregada y no siempre contada en la serie, c. 1559 en adelante

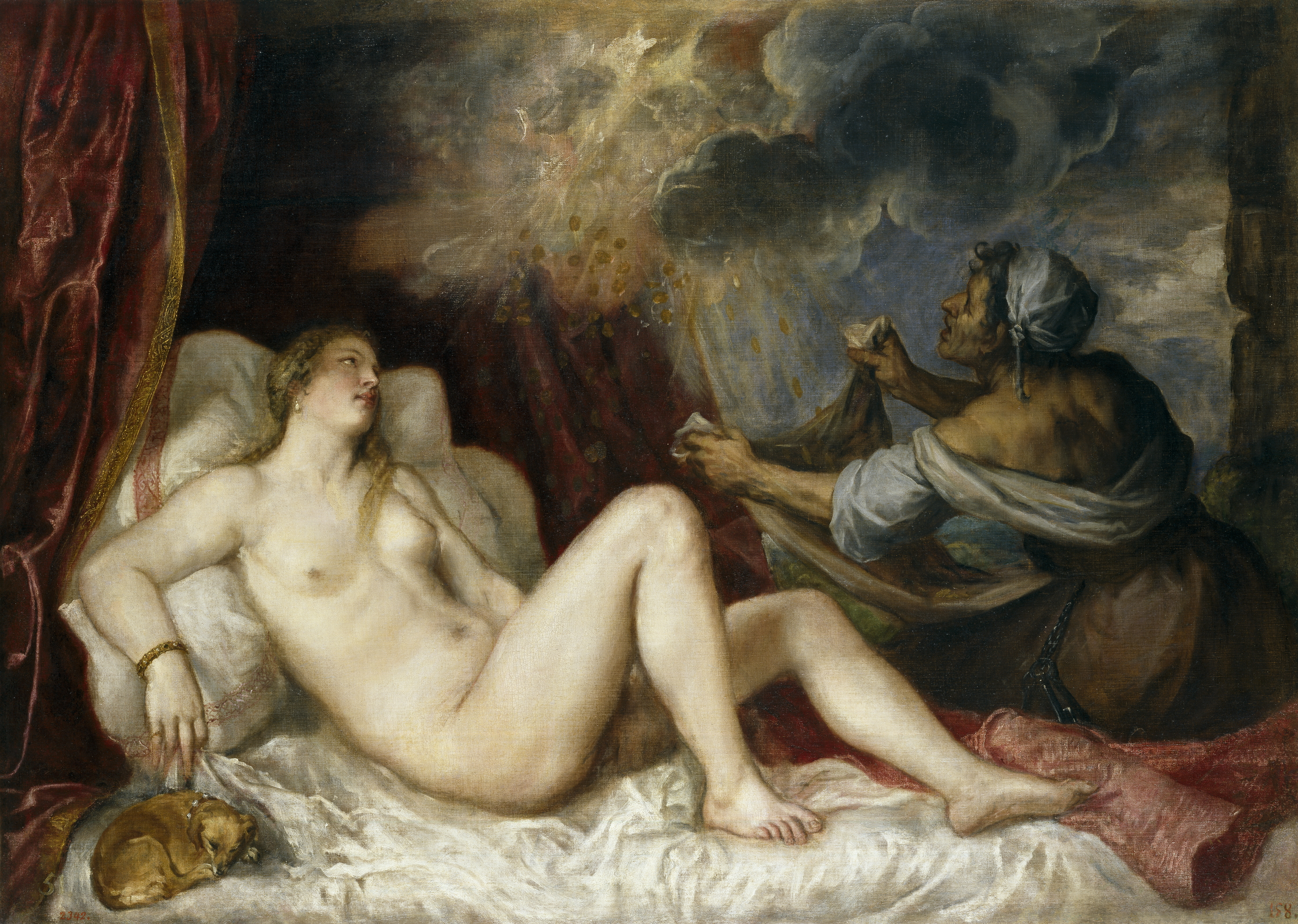
Dánae.
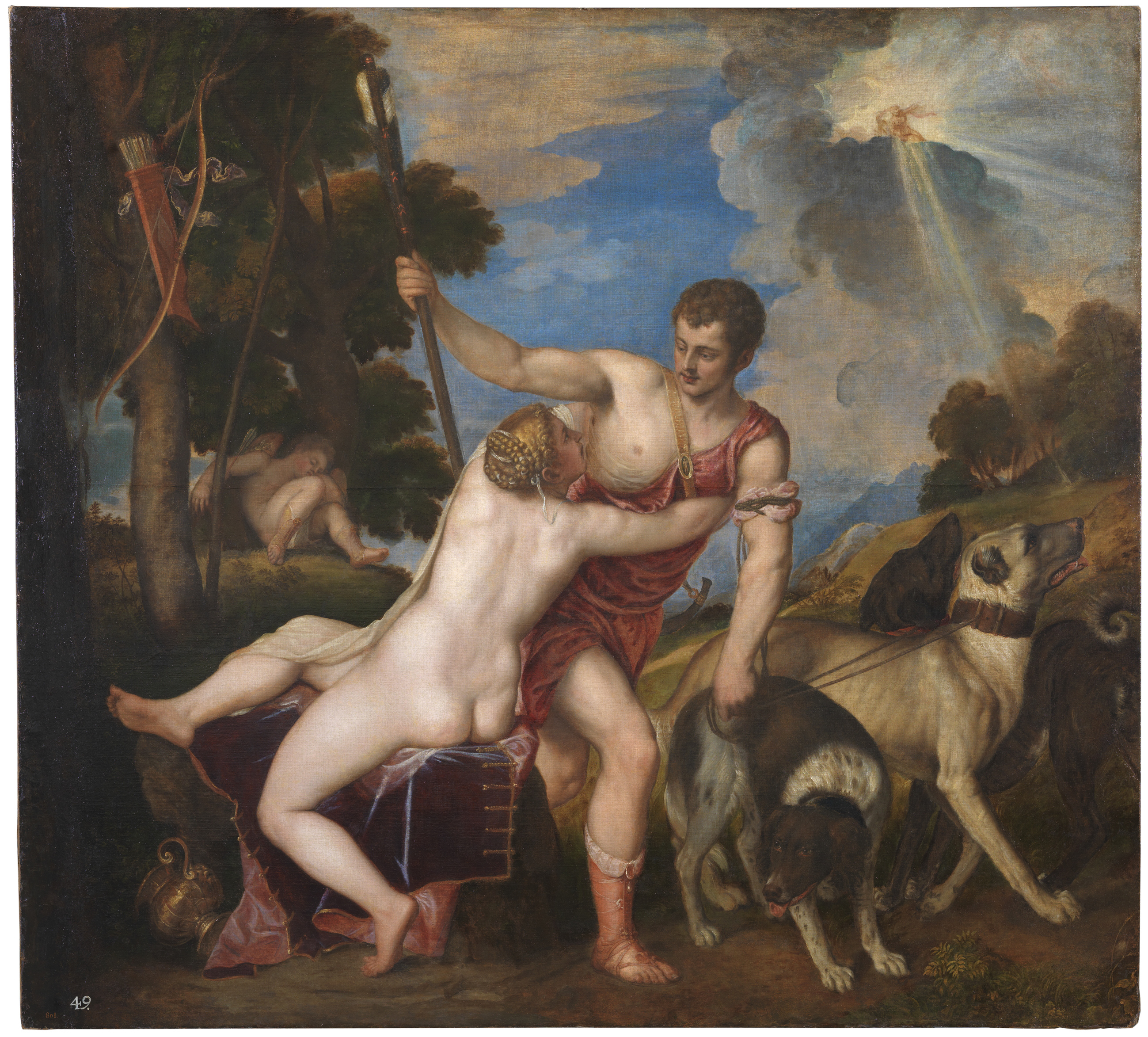
Venus y Adonis.
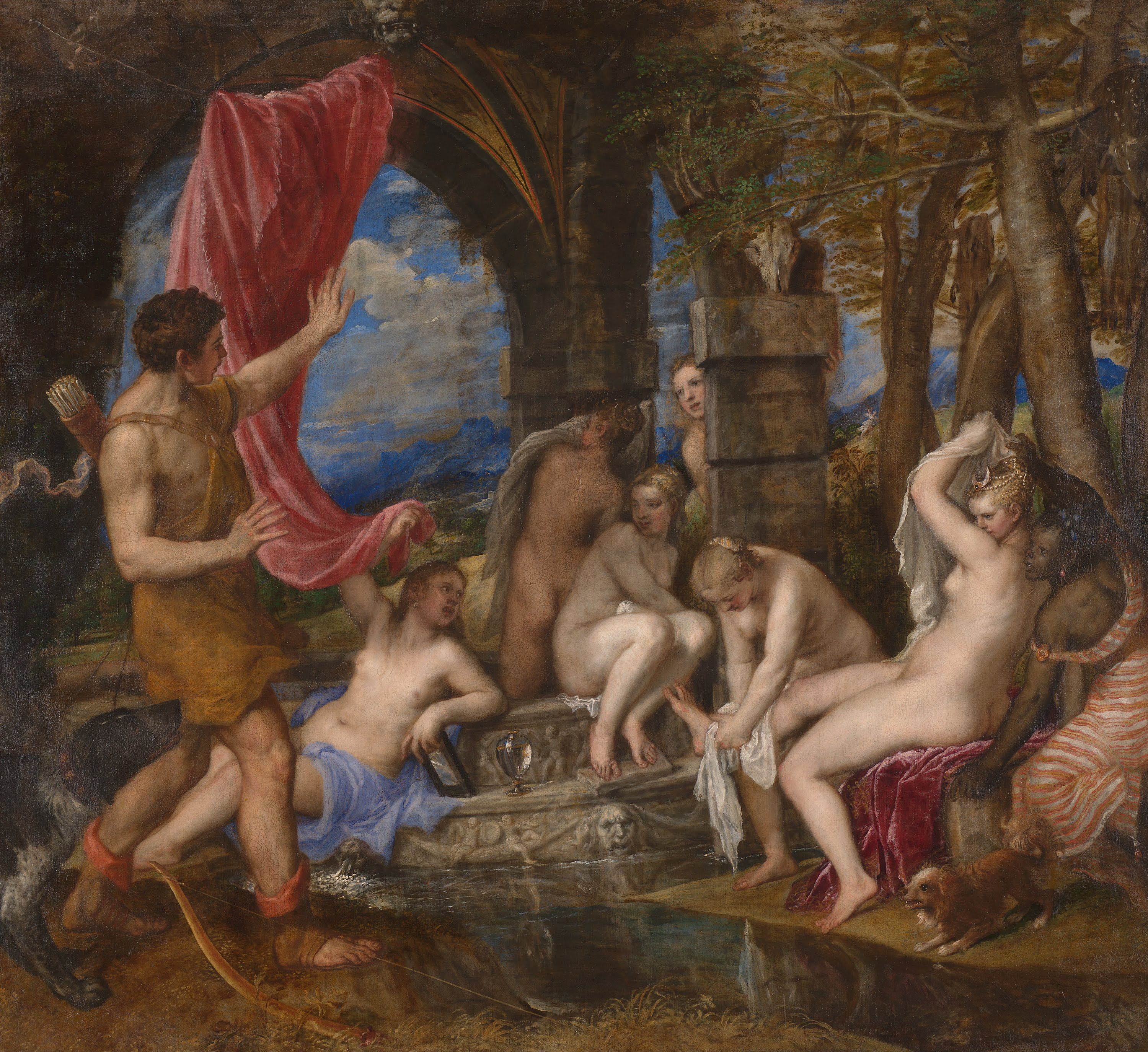
Diana y Acteón.
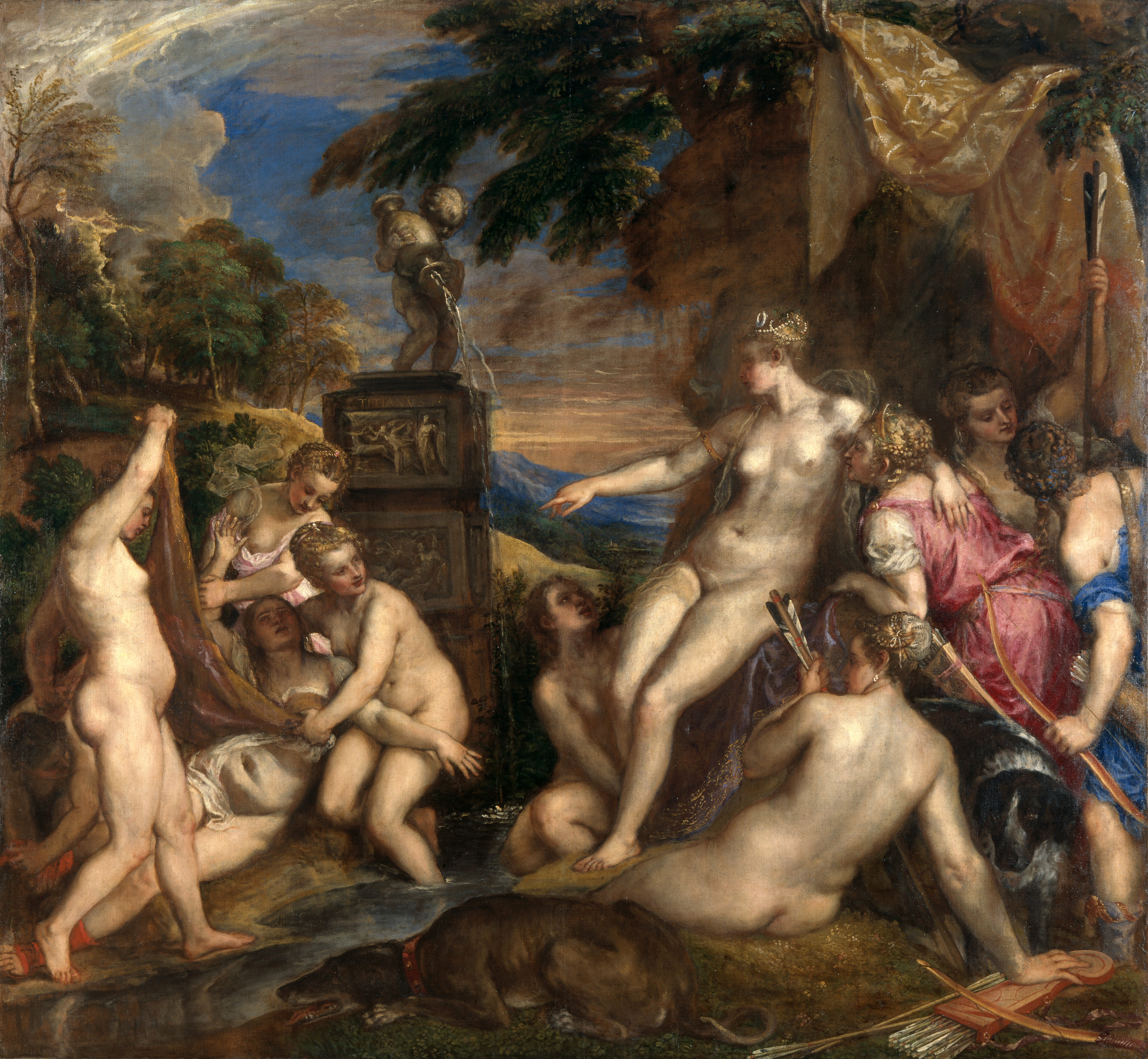
Diana y Calisto
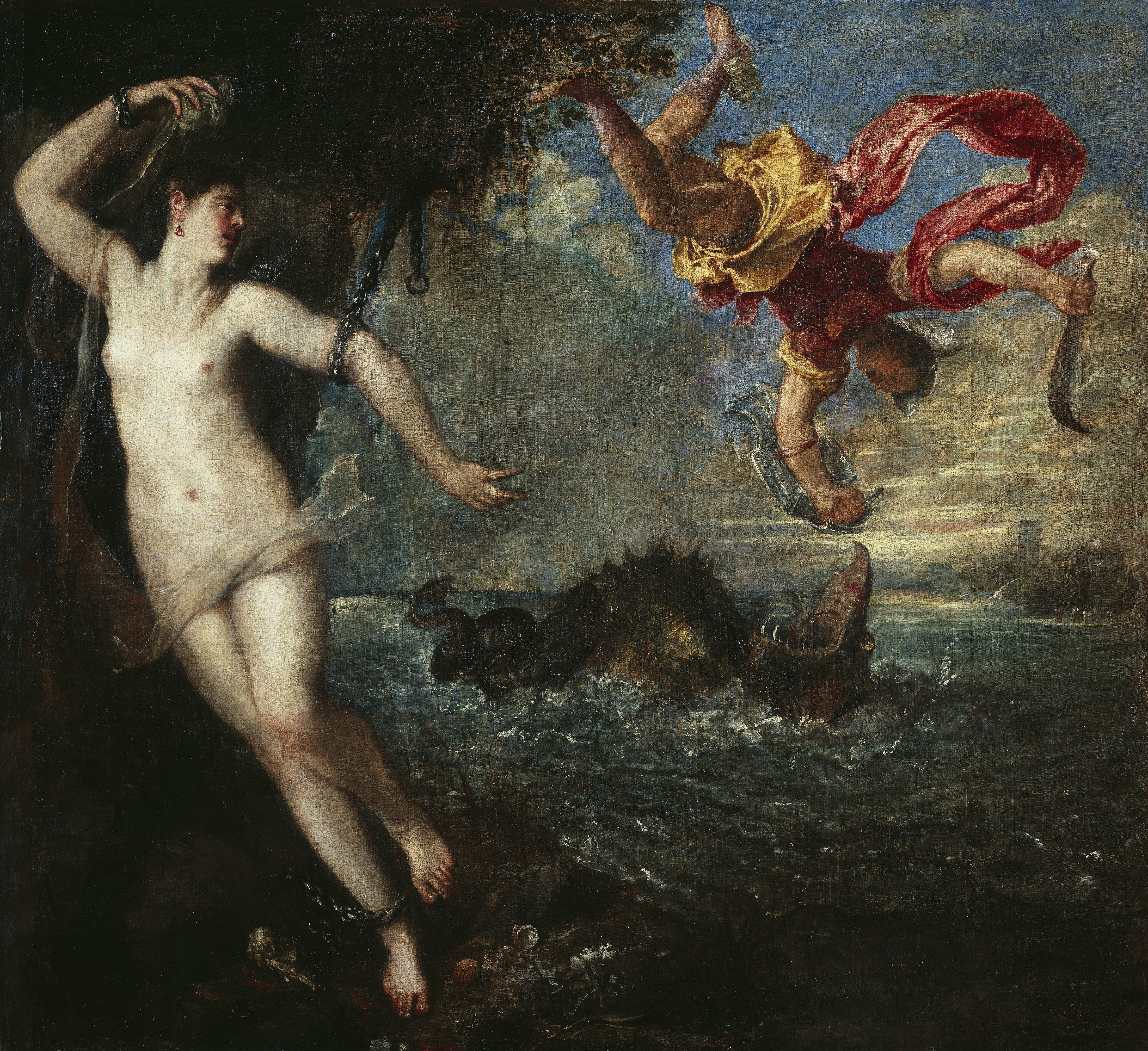
Perseo y Andrómeda.
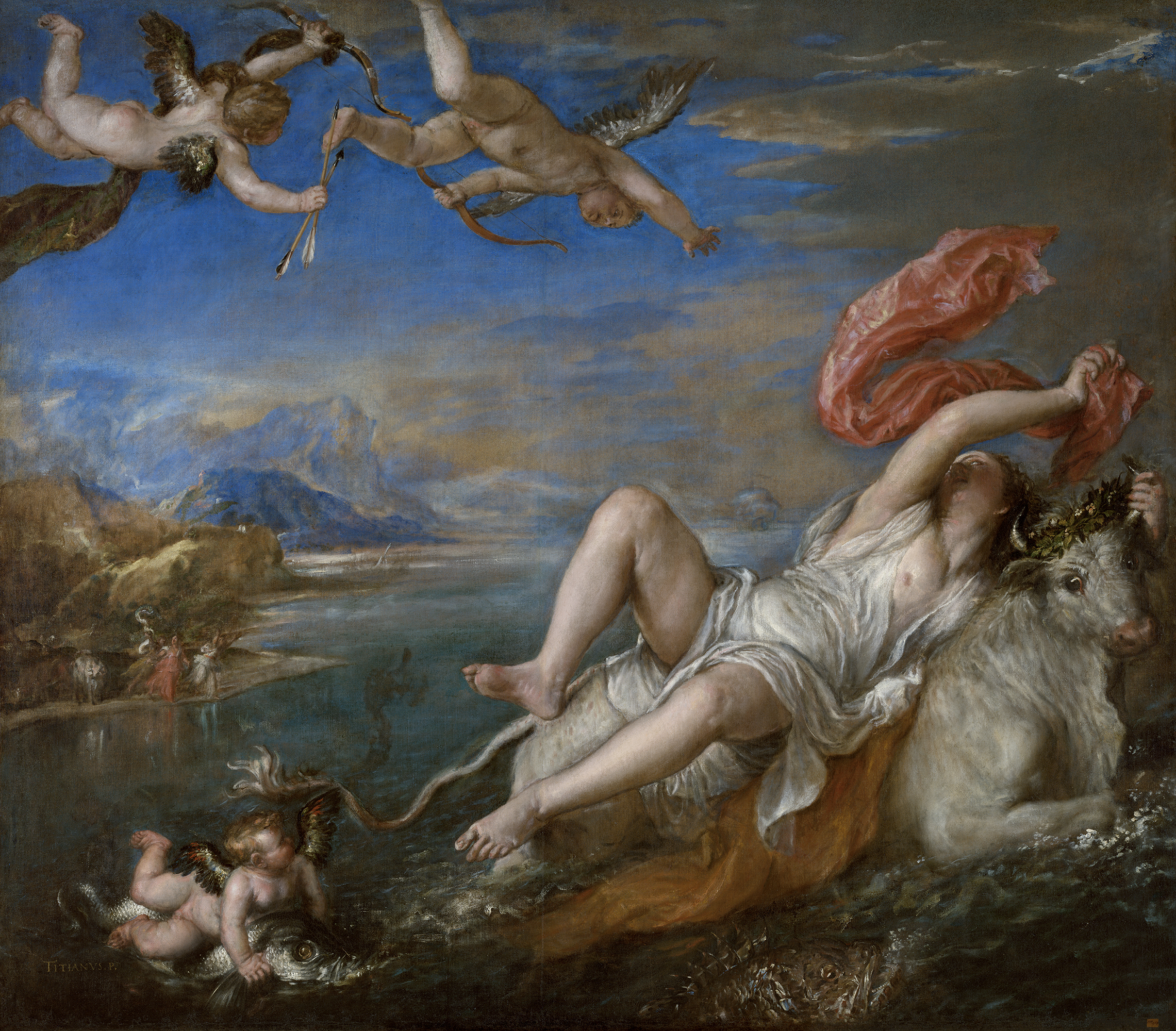
El rapto de Europa.
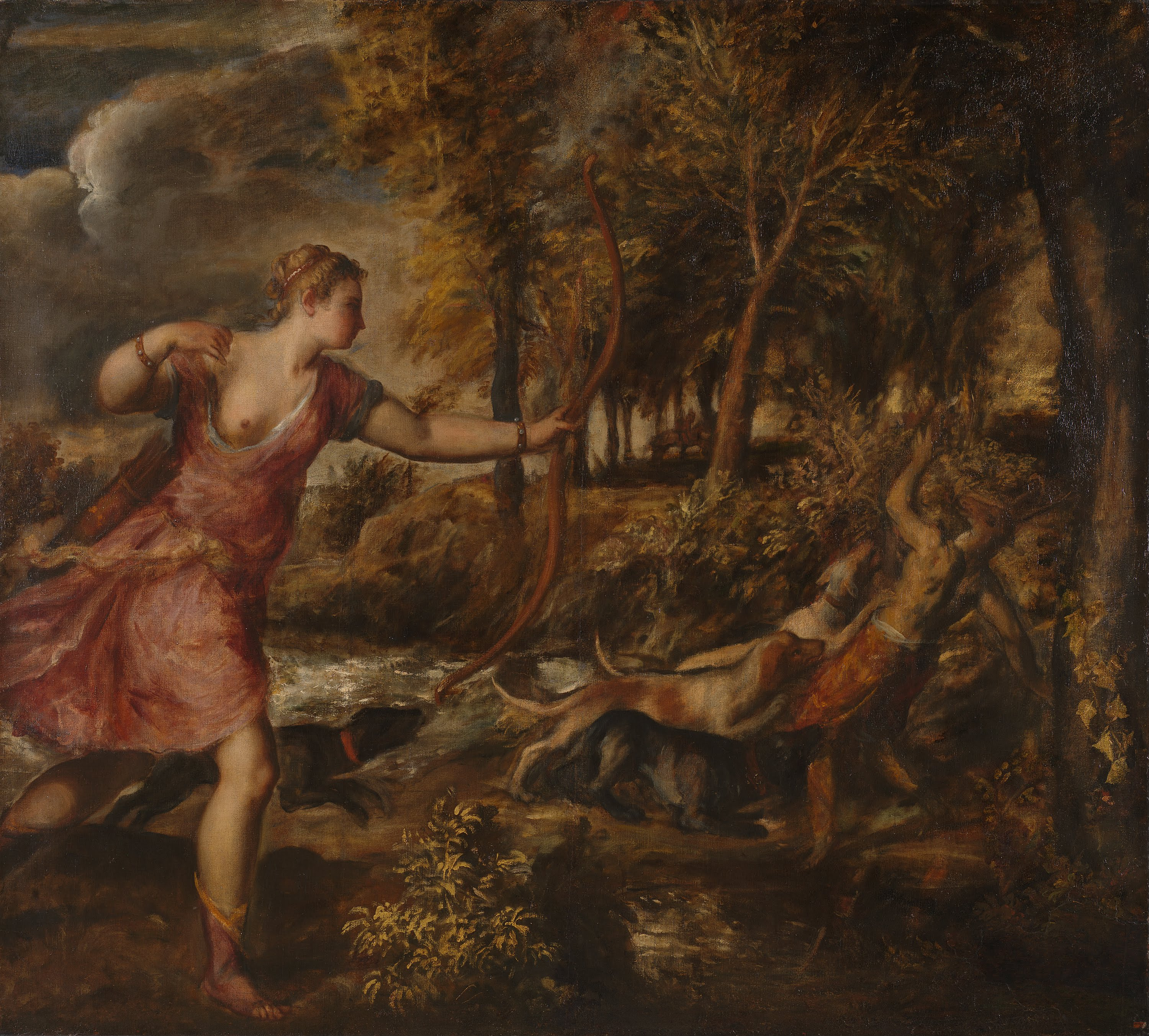
La muerte de Acteón.

## Exposiciones
La pintura estuvo incluida en la exposición de 1857 Manchester Art Treasures.
En una ocasión excepcional y difícilmente repetible, en 2020-2021 esta pintura y las restantes cinco de la serie se reunieron en una exposición que pasó por tres sedes: National Gallery de Londres, Museo del Prado de Madrid e Isabella Stewart Gardner Museum de Boston; la muestra del Prado se complementó con más obras de diversos maestros .